# Kyberpsychologie
Kyberpsychologie (známá též jako internetová psychologie, webová psychologie nebo digitální psychologie) je vědecká interdisciplinární oblast, jež se zaměřuje na psychologické důsledky interakce člověka s digitálními technologiemi, zejména s internetem.

## Přehled
Kyberpsychologie je studiem toho, jak jsou lidská mysl a chování ovlivněny technologií, zejména pokud jde o virtuální realitu, internet, mobilní telefony a sociální média. Mainstreamové výzkumy se zabývají zejména vlivem internetu a kyberprostoru na psychologii jednotlivců a skupin. Mezi taková aktuální témata patří: online identita, online vztahy, osobnostní typy v kyberprostoru, závislost na počítači a internetu, regresivní chování v kyberprostoru, online přepínání genderu atd. Zatímco velká část výzkumů kyberprostoru je založena zejména na používání internetu, kyberpsychologie zahrnuje také studium psychologických důsledků kyborgů, umělé inteligence a virtuální reality. Součástí kyberpsychologie je také kybernetická bezpečnost, neboť zásadně ovlivňuje každodenní způsob života lidí.

## Profesní orgány
Britská psychologická společnost  má specializovanou Sekci kyberpsychologie  založenou v roce 2018. Obdobně má i Americká psychologická asociace specializovanou divizi pro Mediální psychologii a technologii. 

## Sociální média a kyberpsychologické chování
Již na přelomu tisíciletí byla ve Spojených státech prolomena hranice 50 procent z hlediska používání internetu, osobních počítačů a mobilních telefonů. Význam výzkumu interakce člověk-počítač v rámci kyberpsychologie se může stát čím dál viditelnějším a nezbytnějším pro pochopení současného moderního životního stylu mnoha lidí.
Facebook, světově nejpoužívanější sociální médium, ovlivňuje psychologický stav uživatelů mnoha způsoby. Facebook se řídí komunikačním vzorem "one-to-many", který jednotlivcům umožňuje sdílet mnoha lidem informace o svých životech, včetně sociálních aktivit a fotografií.

### Srovnávání a nízké sebevědomí
Sociální média mohou být pro jednotlivé uživatele klamavá, jestliže na nich vidí pouze radostné nebo zábavné zážitky v životě přátel a porovnává je se svými vlastními zkušenostmi. Podceňování existence negativních zkušeností vrstevníků koreluje s jedincovou větší osamělostí a nižší celkovou životní spokojeností. Možnost neustálého srovnávání nevyhnutelně snižuje sebevědomí a pocity sebehodnoty. Jeví se tedy, že účty na Facebooku a dalších sociálních sítích využívají zranitelnosti lidské povahy.

### Deprese
Snížené sebevědomí může zvyšovat depresi. Konkrétně Facebook je kritizován za způsobování deprese, zejména u dospívajících uživatelů.  Sociální psycholog Ethan Kross, hlavní autor studie o vlivu častého používání Facebooku na pocity deprese a nedostatečnosti, uvedl, že jeho výzkum sledoval v průběhu dne, jak nálada osob kolísala během času stráveného na Facebooku a zda osoby změnily své využívání Facebooku či nikoli. Výsledky naznačují, že s tím jak účastníci trávili více času na Facebooku, jejich pocit pohody se snížoval a pocity deprese rostly. Jiná studie zjistila, že účastníci v nejvyšším kvartilu návštěv sociálních médií za týden měli zvýšenou pravděpodobnost zakoušení deprese. 

### Sociální izolace a ostrakismus
Nadměrné užívání sociálních médií zvyšuje pocity sociální izolace s tím, jak virtuální vztahy nahrazují autentické sociální interakce. Vedle toho jedna studie zjistila, že sociální odmítnutí nebo ostrakismus v imerzivním virtuálním prostředí má obdobný negativní dopad na afekt (emoci), jako ostrakismus v reálném životě. 
Velikost jedincovy online sociální sítě je úzce propojena se strukturou mozku spojenou se sociálním poznáváním. Ze sociálního hlediska je internet živnou půdou pro vytváření prostoru pro vztahy, role a nový pocit sebe sama. 

### Negativní vztahy
Podle jednoho výzkumu vyplývá, že vysoká míra používání Facebooku je spojena s nepříznivými následky ve vztazích (například rozvod nebo rozchod), a také že tyto negativní následky jsou zprostředkovány konfliktem ohledně vysoké míry používání Facebooku. Nicméně platilo to pouze pro ty účastníky, kteří spolu byli v relativně novějších vztazích trvajících 3 roky a méně.
Aby se někteří lidé vyrovnali s nejistotou předpokládaného romantického vztahu, sledují partnera na Facebooku a toto chování je čím dál častější. Nicméně skepse v párech může nevyhnutelně způsobit konec vztahu.
Tato zjištění ale nutně neprokazují kauzalitu: některé druhy chování, jež mají udržovat vztah (dohled, monitorování), jsou indikátorem stávající úrovně důvěry ve vztahu. To naznačuje, že určité chování na sociálních sítích může negativní výsledky spíše předpovídat, než aby je přímo způsobovalo. Na druhou stranu, Facebook může být nástrojem k posílení a potvrzení vztahu, protože umožňuje pozitivní vyjádření důvěry, náklonnosti a závazku.

### Strach z promeškání (FOMO) a postradatelnosti (FOBM)
Vedlejším následkem používání sociálních médií může být „strach z promeškání“ neboli FOMO (fear of missing out).  Tento strach vychází z uživatelova opakovaného a obsedantního ověřování nových příspěvků „přátel“ a také z příspěvků souvisejících se společenskými událostmi, které by mu mohly uniknout. S tím úzce souvisí i "strach u postradatelnosti" (FOBM – fear of being missed), jinými slovy strach z neviditelnosti. Tento strach se může projevovat obsedantní potřebou poskytovat neustálou aktualizaci stavu svého osobního, každodenního života, pohybu, cestování, událostí atd., kterou nelze „odpojit“. Důkazy naznačují, že tento typ úzkosti je zprostředkujícím faktorem při zvýšeném používání sociálních médií a sníženém sebevědomí. 

### Spánková deprivace
Používání sociálních sítí může mít za následek nižší kvalitu spánku a spánkovou deprivaci. 
Studie zadaná britskou soukromou společností Travelodge hotels zjistila, že Britové v průměru stráví každou noc 16 minut v posteli na sociálních sítích – vrcholná doba chatování je v 21:45. Tento čas strávený na sociálních sítích může mít vliv na spánkovou kvótu Britů, nebooť v průměru respondenti uvedli, že spí pouze šest hodin a 21 minut za noc. Celkem 65 % respondentů uvedlo, že poslední věc, kterou před zhasnutím dělají, je kontrola textových zpráv v mobilním telefonu. Než Britové usnou, stráví každou noc v průměru asi devět minut psaním SMS. Na otázku, zda mají pravidelnou textovou komunikaci s přáteli v posteli každou noc, kladně odpověděli čtyři z deseti dospělých. 

### Návykové chování
Studie prokázaly souvislost mezi online sociálními médii, jako je Facebook, a návykovým chováním, regulací emocí, kontrolou impulzů a zneužíváním návykových látek. Jedním z možných vysvětlení je, že se lidé učí čím dál rychleji získávat a zpracovávat informace a rychle přesouvat pozornost z jednoho úkolu na druhý. Veškerý tento přístup a obrovská možnost výběru způsobuje, že někteří hledači zábavy vyvíjejí neustálou potřebu okamžitého uspokojení a ztrácí trpělivosti. Průzkum mezi vysokoškoláky ukázal, že téměř 10 % zúčastněných splnilo kritéria pro to, co výzkumnící označili jako „poruchové používání sociálních sítí“. Respondenti, kteří splnili kritéria pro „Facebookovou závislost“, také hlásili statisticky významné příznaky podobné symptomům závislosti, jako je zvyšování tolerance (zvýšené používání Facebooku v průběhu času), abstinenční příznaky (podrážděnost, když nelze získat přístup k Facebooku) a bažení po přístupu na stránku.
Prevalence závislosti na internetu značně liší mezi zeměmi a je nepřímo úměrná kvalitě života. V mnoha zemích v Asii (zejména Čína, Jižní Korea a Japonsko) vzrostla pozornost veřejnosti ohledně nedávného nárůstu závislosti na internetu. 

### Poruchy příjmu potravy
Některé studie poukázaly na korelaci mezi používáním sociálních sítí a poruchami příjmu potravy.
Používání sociálních médií u vysokoškolských studentek předpovídá symptomatologii poruchy příjmu potravy a další souvisejících proměnných (touha po hubenosti, nespokojenost s tělem). U studentů zase předvídá podporu osobní hubenosti a dodržování diet. U mužů zase předpovídá podporu vlastní hubenosti a dodržeování diet.

### Sociální média a ADHD
Nově vznikající výzkumy naznačují, že závislost na internetu a nezdravá aktivita na sociálních sítích mohou být častější u jedinců s ADHD. Ačkoli u vysokoškolských studentů mužského pohlaví existuje vyšší pravděpodobnost pozitivního vyšetření na ADHD než u žen, celková souvislost mezi internetovou závislostí a deficitem pozornosti je významnější u žen.
Ačkoli k ADHD přispívá mnoho faktorů (geny, teratogeny, styl výchovy atd.), právě sedavý životní styl zaměřený na televizi, počítačové hry a mobilní zařízení může dle některch názorů zvýšit riziko ADHD. Robert Melillo, zakladatel programu Brain Balance Program, v této souvislosti řekl, že „když děti hrají počítačové hry, jejich mysl zpracovává informace výrazně jiným způsobem než děti, které, řekněme, pobíhají na hřišti... Nedávné studie ukázaly, že hraní počítačových her buduje pouze velmi krátkodobou pozornost, která má potřebu častého odměňování.“ 

### Pozitivní souvislosti používání sociálních médií
S používáním Facebooku může souviset také několik pozitivních psychologických důsledků. Lidé například mohou v online prostředí získat pocit sociální propojenosti a sounáležitosti.  Důležité v tomto ohledu je, že online sociální propojenost byla asociována s nižší úrovní deprese a úzkosti a také s vyšší úrovní subjektivní pohody.
Zprávy skrze sociální sítě a mobilní zařízení lze také použít k vyjádření důvěry, náklonnosti a závazku, a tedy k posílení osobních vztahů.

### Sociální média a memy
Uživatelé internetu se k sobě někdy vztahují prostřednictvím různých vtipných obrázků s texty, které jsou známy jako internetové memy. Vytváření a posílání takovýchto internetových memů může jedincům pomoci mít úspěšnou interakci s ostatními lidmi online a vytvářet sdílenou zkušenost. Ačkoli se mnohé internetové memy mohou jevit jako jednoduché popkulturní odkazy, mohou také umožnit náhled do formování kultury a jazyka.

## Psychoterapie v kyberprostoru
Psychoterapie v kyberprostoru je také známá jako kyberterapie nebo e-terapie. Historicky první případ této praxe přitom nezahrnoval interakci terapeuta s klientem, spíše za něj lze považovat počítačový program z poloviny 60. let zvaný ELIZA. Ten odpovídal na otázky a obavy uživatelů pomocí základních rogeriánských odpovědí. ELIZA se ukázala být natolik přesvědčivá, že mnoho lidí si program buď spletlo s člověkem, nebo se k němu citově připoutalo.
V dnešních online terapiích klient vede konverzaci s terapeutem skrze emaily, chat nebo video-hovor. Existují také nové technologie v psychologii a zdravotnictví, které využívají komponenty rozšířené a virtuální reality – například při zvládání bolesti, v léčbě PTSD, při využívání avatarů ve virtuálních prostředích a v počítačové kognitivně-behaviorální terapii (cCBT). Rozsáhlá práce Azy Baraka z Haifské univerzity a rostoucí počet výzkumníků v USA a Velké Británii poskytují silný důkaz o účinnosti (a někdy i nadřazenosti) internetem-usnadněných, počítačem-podporovaných léčeb ve srovnání s „tradičními“ přístupy výhradně v kanceláři. Národní zdravotní služba Spojeného království nyní uznává cCBT jako preferovanou metodu léčby mírných až středně závažných projevů úzkosti a deprese. Některé aplikace technologií v psychologii a medicíně zahrnují i takové inovace, jakými je například „virtuální pacient“ a další programy pro virtuální/rozšířenou realitu, které mohou praktikantům poskytnout simulované vstupní sezení a zároveň poskytnout prostředky pro doplnění klinického dohledu.
Nicméně v souvislosti s etickými pokyny a úvahami vyvstalo v souvislosti s e-terapií také mnoho kontroverzí.

## V populární kultuře
- Ve webové situační komedii Lisy Kudrow Web Therapy vede neakreditovaná a bezohledná postava Fiony Wallice terapeutická sezení pomocí iChatu. Komedie zkoumá mnoho etických a praktických problémů, které vyvolává vyhlídka na psychoterapii vedenou prostřednictvím internetového videochatu.[50]
- Herečka Patricia Arquette se v kriminálním seriálu CSI: Crime Scene Investigation objevuje jako zvláštní agent FBI se specializací kyberpsycholog. Ve stejné roli je také hlavní hvězdou spinoff série CSI: Cyber. [51]
- Forenzní antropoložka Dr. Temperance Brennan a zvláštní agent Seeley Booth v úspěšném televizním seriálu Sběratelé kostí praktikují kyberpsychologii tím, že shromažďují informace z účtů podezřelých na sociálních sítích, aby analyzovali osobnost, komunikaci a možné motivy potřebně pro zadržení zločince.[52]